# Kirané Kaniaga
Kirané Kaniaga è un comune rurale del Mali facente parte del circondario di Yélimané, nella regione di Kayes.
Il comune è composto da 10 nuclei abitati:
- Bougoudiré
- Foncoura
- Hamdallaye
- Kersignané
- Kindedji
- Kirané
- Korampo
- Lakanguémou
- Manthia
- Waïkanou